# 国鉄C11形コンテナ
国鉄C11形コンテナ（こくてつC11がたコンテナ）は、かつて日本国有鉄道および日本貨物鉄道が所有した鉄道輸送用コンテナである。
コンテナ記号制定後の1966年（昭和41年）、初期の量産コンテナとしてC10形に次いで6,690個が製造された。長さ11ft（俗に10ftとも呼ばれている）の有蓋コンテナである。

## 構造
両側側面・片側妻扉の三方開きで、外法寸法は高さ2,356mm、幅2,392mm、長さ3,301mm、自重1.2t。内容積は14.3m3。最大積載量は5tである。外観は黄緑6号に塗装され、側面扉は総開きではないため中央部の扉が目立つ独特の外観であった。
数少ない三方開き（片妻側一方、両側二方開）コンテナであったためか比較的近年まで使われていた。
1987年（昭和62年）の国鉄分割民営化に際しては、202個が日本貨物鉄道（JR貨物）に継承されたが、18C形や18D形などの新形コンテナの登場により用途廃止・廃棄が進み、2001年（平成13年）度に全廃された。